# قازاقوول
قازاقوول هي بلدة في مقاطعة أوج قدوق في ولاية نواوي في أوزبكستان.